# Seita Vuorela
Seita Vuorela ou Seita Parkkola (Sumiainen, 15 mars 1971 - Turku, 20 avril 2015) est une photographe et écrivaine finlandaise de littérature jeunesse.

## Publications traduites en français
- Une dernière chance (trad. de Viima, traduit du finnois par Johanna Kuningas), Actes Sud junior, 2011
- Le Récif[1] (trad. de Karriko, traduit du finnois par Sébastien Cagnoli), coll. « Ado », Actes Sud junior, 2016